# 스콧 홀로이드
스콧 홀로이드(Scott Holroyd, 1975년 6월 5일 ~ )는 미국의 배우, 텔레비전 배우이다.
컬럼비아에서 태어났다.

## 영화
- 미라클 시즌 (2018년)
- 메건 리비 (2017년)
- 타이머 (2009년)
- 척 (2007년)
- 원 트리 힐 (2003년)
- 프로그램 (1993년)
- 애즈 더 월드 턴즈 (1956년)